# Solanum brachyantherum
Solanum brachyantherum är en potatisväxtart som beskrevs av Rodolfo Amando Philippi. Solanum brachyantherum ingår i släktet skattor som ingår i familjen potatisväxter. Inga underarter finns listade i Catalogue of Life.